# 孔多爾瓦查南山
10°19′31″S 76°46′53″W / 10.32528°S 76.78139°W
孔多爾瓦查南山（Kuntur Wachanan），是秘魯的山峰，位於該國中部瓦努科大區的勞里科查省，屬於安第斯山脈的一部分，西面是瓦伊瓦什山脈，東面是勞里科查湖，海拔高度約4,800米。